# Blasquisme
El blasquisme fou un ideari polític de caràcter republicà aparegut al País Valencià a finals del segle xix, propagat per l'escriptor i periodista Vicent Blasco Ibáñez des del diari El Pueblo, que es va accentuar des de l'enfonsament electoral el 1896 del Partit Republicà Democràtic Federal, que defensava les tesis federalistes de Francesc Pi i Margall. El moviment naix a la Ciutat de València, i cap a la dècada del 1890 seria influent a província de València però no en les províncies de Castelló i Alacant, on hi apareixen moviments polítics paral·lels, i forces polítiques diferents. A principis de segle, Blasco es retira de la política, i el 1903 el moviment pateix l'escissió del sorianisme, amb qui tindria nombrosos enfrontaments, alguns d'ells armats.
El 1908 es funda el PURA, dirigit per Félix Azzati i que seria una influent força republicana, però també patiria daltabaixos. Amb la mort d'Azzati i la proclamació de la Segona República, el partit tindrà una nova espenta, però es vorà esguitat per l'escàndol de l'estraperlo, i perdrà influència, alhora que pateix escissions com Esquerra Valenciana. Es considera que el moviment desapareix amb la Guerra Civil Espanyola, integrant-se molts dels seus membres en Esquerra Valenciana.

## Història
El republicanisme era fortament arrelat en el segle xix al País Valencià, a causa de la manca d'industrialització i del fort desenvolupament a les comarques de l'Horta. La ideologia de Blasco es basava en un anticlericalisme radical, violent i sovint groller, un moderat reformisme laboral i un republicanisme violent, contrari a la participació electoral i de caràcter insurreccional, influït per Manuel Ruiz Zorrilla. Això el va fer contactar amb Alejandro Lerroux, amb qui va crear una Unió Revolucionària de curta durada.
Contràriament a les directrius que els havia donat Nicolás Salmerón, es va oposar als intents de Solidaritat Catalana d'establir lligams al País Valencià, atacaren la convocatòria de l'Assemblea Regionalista Valenciana de 1907 i acusaren els participants de defensar els interessos de la burgesia catalana, proteccionista i clerical, contrària a l'economia valenciana. En el context d'enfrontament amb l'escissió coneguda com a Sorianistes, que sí que seguiren les tesis de Salmerón d'establir-hi lligams, es van viure episodis d'anticatalanisme, com l'article que Azzati va escriure anònimament al diari El Pueblo La lepra catalanista (1907).
Quan el 1908 Lerroux va crear el Partit Republicà Radical, però, Blasco no el va secundar, i fundà el seu propi partit, el Partit d'Unió Republicana Autonomista (PURA). Tanmateix, com a home inquiet que era, va perdre l'interès per la política activa i deixà el partit, cosa que provocà dins el partit una dura pugna pel poder que va guanyar Fèlix Azzati i Descalci. Aquest va mantenir el partit dins la mateixa ambigüitat ideològica, cosa que el va enfrontar amb el creixent anarcosindicalisme. Però no li va impedir mantenir el domini polític de l'ajuntament de València del 1901 al 1911, mercè a mitjans dubtosament legals, endemés d'aliar-se amb qui convingués en el moment polític adequat.
El moviment fou paral·lel i semblant al lerrouxisme, però la força política se centrava la província de València, amb grups homologables a la resta del territori valencià que no s'hi integraren al PURA per por a perdre esferes de poder. Un exemple fou el Partit Republicà Autònom de la Província de Castelló, fundat a principis de la dècada del 1930 pels republicans radicals, amb Fernando Gasset Lacasaña al capdavant, i amb el mateix estil populista.
La clau de l'èxit del blasquisme radicava en un discurs populista i anticlerical capaç de mobilitzar a les masses. La seua ideologia difusa i ambigua es feia palesa en un discurs que, alhora que recolzava un cert reformisme social i un suport a l'obrerisme apolític, pretenia satisfer els interessos de la burgesia amb la seua política urbanística. Així, va mantenir una certa base interclassista amb gran capacitat de mobilització, en bona part també gràcies a les apel·lacions directes a la llibertat, el progrés, la ciència i l'educació.
Durant la dictadura de Primo de Rivera el partit es va mantenir en suspens, força desprestigiat per les lluites polítiques amb els sorianistes, que a vegades acabaren amb enfrontaments físics personals, i fins i tot a trets. A la mort d'Azzati el 1929 es va fer cap del partit Sigfrido Blasco-Ibáñez, qui va adoptar un ideari menys radical i es va apropar novament al Partit Republicà Radical i a la CEDA.
Durant la Segona República Espanyola va perdre bona part de la preponderància que havia mantingut a favor de la Dreta Regional Valenciana, millor organitzat i amb un líder més carismàtic, però encara era un moviment ben viu. A les eleccions generals del 1933 ambdós partits pactaren amb la CEDA i aconseguiren una influència significativa. Tanmateix, el moviment entrà en franca decadència pel seu viratge a la dreta més recalcitrant i la notòria corrupció del seu cap, implicat en l'escàndol de l'estraperlo, va perdre molts vots de vots i patí l'escissió del Partit Republicà Radical Socialista. Per a evitar la davallada electoral, Sigfrido Blasco-Ibáñez adoptà la posició de Manuel Portela Valladares però no va poder evitar una estrepitosa derrota a les eleccions del febrer del 1936, que consumaren la davallada definitiva del blasquisme en l'esfera política i la pràctica desaparició del moviment en acabar la Guerra Civil Espanyola.